# أهلي قلقيلية
أهلي قلقيلية هو نادي كرة قدم فلسطيني من مدينة قلقيلية، ويلعب في الدوري الفلسطيني الممتاز للضفة الغربية.
بادرت مجموعة من أبناء قلقيلية المهتمين بالتنشئة الرياضية للشباب إلى تأسيس أول نادي رياضي في قلقيلية عام 1952م، وهو نادي قلقيلية الأهلي، وقد تشكلت الهيئة الإدارية الأولى للنادي بتاريخ 27/1/1952م

## الأعضاء المؤسسون للنادي قلقيلية الاهلي
- الحاج أمين إبراهيم النصر - رئيساً.
- الاستاذ محمود عبد الفتاح الحسن - سكرتير عام.
- الاستاذ محمد إبراهيم الجمل - مشرف رياضي.
- الاستاذ سليمان محمد صبري - أمين الصندوق
- الاستاذ فهمي عبد الكريم الحسن- عضواً
- الاستاذ جواد سعيد نزال- عضواً.
- الاستاذ حسن احمد الحسن - عضواً.
- الاستاذ ربحي داود درويش الشنطي - عضو اً
- السيد سعيد بك الخليل- أبو حلمي (مدير ناحية قلقيلية عام 1951م)- الرئيس الفخري للنادي

## وضم النادي بين صفوفه نخبة من نجوم لاعبي كرة القدم من بينهم
الكابتن محمد إبراهيم الجمل (أبو زياد)، أحمد قاسم نزال- أبو بنان، احمد محمود طه (أبو وائل)؛ محمد يوسف البغدادي- أبو غالب، أحمد واخيه محمد يوسف عبد الله (المحطة)، عدنان فهمي هلال- أبو نزار، جواد سعيد نزال، فهمي عبد الكريم الحسن، سمير عبد الرحمن الشنطي (الفقوسي)، رفعت محمد سعيد الشنطي واخويه عدلي وإبراهيم، عبد الله حسن الفُتوحي، عبد الكريم الجمل، محمد زهران، بالإضافة إلى نجوم أبناء قلقيلية في يافا.
  وكان من حراس المرمى لنادي قلقيلية الأهلي- عبد الكريم خليل برهم - أبو ياسر، وموسى علي الأقرع- أبو أنور، وصبحي هلال- أبو هاشم.
أنتخبت بتاريخ 2017/3/11م الهيئة الادارية السادسة عشر للنادي، وضمت السادة الاعضاء:
1. غسان محود فهمي جوابرة - رئيس النادي
2. أسامة محمد غازي أبو خضر - نائب الرئيس
3. سوسن محمد حسين غشاش- نائب الرئيس لشؤون المرأة
4. لينا عمر يوسف شاور- عضو اللجنة الثقافية
4. شادي جميل حمدان - امين الصندوق
5. إبراهيم محمد يوسف حسنين - امين السر
6. ماهر محمد عبد الله بكر - المشرف الرياضي
7. قصي مصطفى عناية - العلاقات العامة والإعلام
8. جمال غالب أبو حامد- عضو الهيئة الادارية للنادي
9. تيسير عامر - المشرف الاجتماعي والشبابي
10. محمد عتال - مشرف الطفولة والطلائع والكشافة